# Crach
Crac'h (in bretone: Krac'h) è un comune francese di 3 365 abitanti situato nel dipartimento del Morbihan nella regione della Bretagna.

## Società

### Evoluzione demografica
Abitanti censiti